# Batalla de Aljubarrota
La batalla de Aljubarrota se libró entre el Reino de Portugal y la Corona de Castilla, acontecida al final de la tarde del 14 de agosto de 1385, entre tropas portuguesas e inglesas al mando de Juan I de Portugal y de su condestable Nuno Álvares Pereira, con apoyo de aliados ingleses, y el ejército castellano de Juan I de Castilla, del que formaba parte la mayoría de la nobleza portuguesa, y que contaba con sus aliados aragoneses, italianos y franceses.
La batalla se dio en el campo de San Jorge en los alrededores de la villa de Aljubarrota, entre las localidades de Leiría y Alcobaza en el centro de Portugal. El resultado fue la derrota de los castellanos, destruyendo las ambiciones castellanas de hacerse con el trono portugués, el fin de la crisis portuguesa de 1383-1385 y la consolidación de Juan I como rey de Portugal, el primero de la dinastía de Avís. La paz definitiva con Castilla se estableció en 1411, con la firma del tratado de Ayllón (población de la provincia de Segovia), tras agresiones portuguesas en territorio castellano y acciones como la batalla de Valverde (15 de octubre de 1385), con el triunfo de Nuno Álvares Pereira sobre los castellanos en Valverde de Mérida.
Para celebrar su victoria y reconocer la ayuda divina, Juan I de Portugal ordenó la construcción del monasterio de Santa Maria de la Victoria en la Batalla y la fundación de la ciudad de Batalha (que se traduce "batalla"), cerca del lugar de la batalla. El rey, su esposa Felipa de Lancaster y varios de sus hijos se encuentran sepultados en este monasterio, que es ahora Patrimonio de la Humanidad de la UNESCO.

## Introducción
Al final del siglo xiv, Europa se encontraba en medio de una época de crisis y revolución.  La guerra de los Cien Años devastaba Francia, epidemias de peste negra se llevaban vidas en todo el continente, la inestabilidad política dominaba y Portugal no era una excepción.
Durante la segunda mitad de este siglo xiv era grande la rivalidad y luchas entre Castilla y Portugal: Fernando I de Portugal había mantenido aspiraciones al trono de Castilla, dando lugar desde 1369 a las llamadas tres Guerras Fernandinas. En 1383, dicho rey portugués murió sin hijos varones que heredasen la corona. Su única hija era la infanta Beatriz de Portugal, que estaba casada con el rey Juan I de Castilla. 
El pueblo se mostraba insatisfecho con la regencia de la reina Leonor Téllez de Meneses y de su favorito, el conde Andeiro, y con el orden de sucesión pactado en el tratado de Badajoz de 1382, que selló la paz luso-castellana tras las Guerras Fernandinas. Este tratado estipulaba la unión entre Beatriz y Juan de Castilla, pero manteniendo la independencia portuguesa. Al ver que Juan de Castilla, rompiendo el tratado, se proclamaba Rey de Portugal, las gentes se levantaron en Lisboa, el conde Andeiro fue asesinado y el pueblo pidió al maestre de la Orden de Avis, hijo bastardo de Pedro I de Portugal, que fuese regente y defendiera el país.
El periodo de interregno que siguió se conoce como la crisis de 1383-1385. Finalmente, el 6 de abril de 1385, don Juan, maestre de la Orden de Avís, es aclamado rey por las Cortes reunidas en Coímbra. Pero el rey de Castilla no renunció a su derecho a la Corona portuguesa, que le venía por su casamiento. En junio de 1385 de ese mismo año invade Portugal al frente de su ejército, auxiliado por un contingente de caballería francesa.

## La disposición de las tropas portuguesas
Cuando llegaron las noticias de la invasión, Juan I de Portugal se encontraba en Tomar, en compañía de Nuno Álvares Pereira, condestable del reino, y de su ejército. La decisión, tomada tras algunas dudas iniciales, fue enfrentarse a los castellanos antes de que pudiesen llegar a Lisboa.
Con sus aliados ingleses, el ejército portugués interceptó al ejército castellano en Leiría. Dada la lentitud con la que avanzaban los castellanos, Nuno Álvares Pereira tuvo tiempo para escoger un terreno favorable para la batalla, asistido por los expertos ingleses. La opción recayó sobre una pequeña colina de cima plana rodeada por riachuelos, cerca de Aljubarrota. 
Hacia las 10 de la mañana del 14 de agosto de 1385, el ejército tomó posiciones en la vertiente norte de la colina, de frente a la carretera por donde los castellanos eran esperados. Siguiendo el mismo plan de otras batallas del siglo xiv (Crécy y Poitiers son buenos ejemplos), las disposiciones portuguesas fueron las siguientes: caballería desmontada e infantería en el centro de la línea rodeadas por los flancos de arqueros ingleses, protegidos por obstáculos naturales (en este caso ríos). En la retaguardia, aguardaban los refuerzos mandados por Juan I de Portugal en persona. En esta posición, altamente defensiva, los portugueses esperaron la llegada del ejército castellano protegidos por la vertiente de la colina.

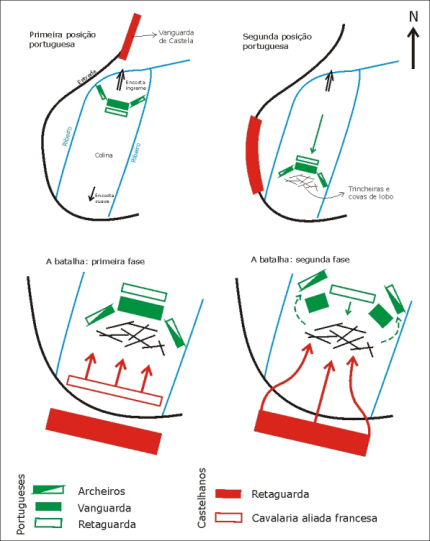
Batalla de Aljubarrota

## La llegada de los castellanos
La vanguardia del ejército castellano llegó al teatro de la batalla al mediodía, bajo el sol inmisericorde de agosto de 1385. Al ver la posición defensiva ocupada por lo que ellos consideraban rebeldes, el rey de Castilla tomó la acertada decisión de evitar el combate en estos términos. Lentamente, debido a los 30 000 soldados que constituían sus efectivos, el ejército castellano comenzó a rodear la colina por el camino del lado del sol naciente. Las patrullas castellanas habían verificado que la vertiente sur de la colina tenía un desnivel más suave y era por ahí por donde pretendían atacar.
En respuesta a ese movimiento, el ejército portugués invirtió su disposición y se dirigió a la vertiente sur. Ya que estaban en inferioridad numérica y tenían un camino más corto que recorrer, el contingente portugués alcanzó su posición final al inicio de la tarde. Para evitar nerviosismos y mantener la moral elevada, Nuno Álvares Pereira ordenó la construcción de un conjunto de trincheras y cuevas enfrente de la línea de infantería. Esta táctica defensiva era muy típica de los ejércitos ingleses.
Hacia las seis de la tarde del 14 de agosto de 1385, los castellanos estaban preparados para la batalla. De acuerdo con el registro escrito por el rey de Castilla tras la batalla, sus soldados estaban bastante cansados tras un día de marcha en condiciones de mucho calor. Pero no había tiempo para volver atrás y la batalla comenzó.

## La batalla

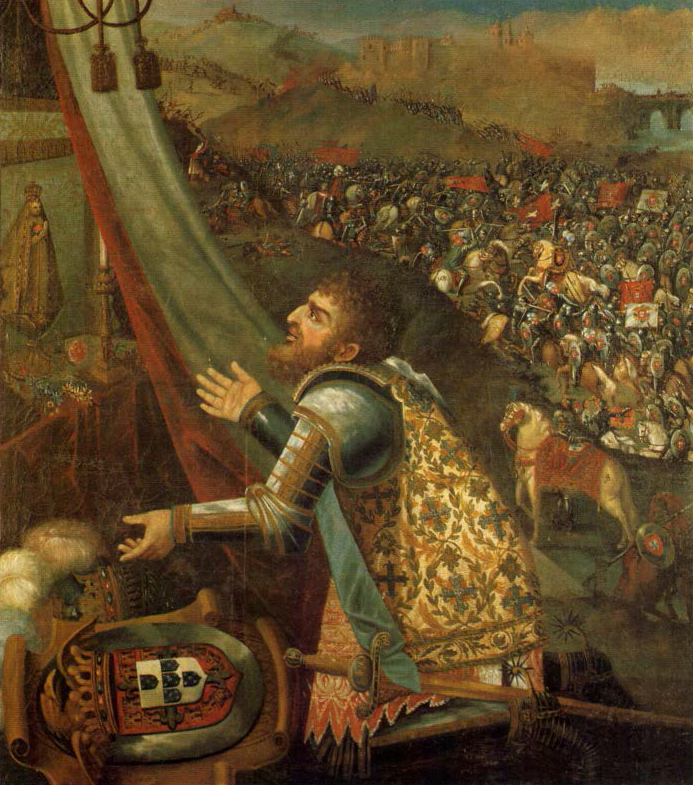
Pintura del siglo XVII, de Friar Manuel dos Reis. El rey Juan I de Portugal hace voto a la Virgen María de que, si vence en la batalla de Aljubarrota (1385) contra Castilla, construirá un monasterio en ese lugar para agradecer su ayuda (el futuro Monasterio de Batalha).

La iniciativa de comenzar la batalla partió de Castilla, con una típica carga de la caballería francesa: a toda brida y con fuerza, para romper la línea de infantería adversaria. Mas, tal como sucedió en la batalla de Crécy, los arqueros ingleses colocados en los flancos y el sistema de trincheras hicieron la mayor parte del trabajo. Mucho antes de ni siquiera entrar en contacto con la infantería portuguesa, la caballería ya se encontraba desorganizada y confusa, dado el miedo de los caballos a avanzar por terreno irregular y la eficacia de la lluvia de flechas que caía sobre ellos. Las bajas de la caballería fueron grandes y el efecto de su ataque resultó nulo. La retaguardia castellana demoró en prestar auxilio y en consecuencia los caballeros que no murieron fueron hechos prisioneros.
Tras este percance, la restante pero substancial parte del ejército castellano entró en la contienda. Su línea era bastante extensa, por el gran número de soldados. Al avanzar en dirección a los portugueses, los castellanos fueron forzados a desorganizar sus propias líneas para caber en el espacio situado entre los dos ríos. En cuanto los castellanos estuvieron desorganizados, los portugueses redispusieron sus fuerzas dividiendo la vanguardia de Nuno Álvares Pereira en dos sectores, para afrontar la nueva amenaza. Viendo que lo peor todavía estaba por llegar, Juan I de Portugal ordenó la retirada de los arqueros y el avance de la retaguardia a través del espacio abierto en la línea de frente. Fue en ese momento en que los portugueses tuvieron que llamar a todos los hombres y se tomó la decisión de ejecutar a todos los prisioneros castellanos.
Atrapados entre los flancos portugueses y la retaguardia avanzada, los castellanos lucharon desesperadamente por la victoria. En esta fase de la batalla, las bajas fueron muy grandes por ambos lados, principalmente del lado castellano y en el flanco izquierdo portugués, recordado con el nombre de Ala de los enamorados. A la puesta del sol, la posición de los castellanos ya era indefendible y con el día perdido, Juan I de Castilla ordenó la retirada. Los castellanos se retiraron en desbandada del campo de batalla. 
Además, uno de los caballeros de élite de Nuno Álvares Pereira rompió su formación en una audaz persecución del Rey de Castilla, enfermo en su litera, y casi lo mata, pero fue derrocado por la guardia castellana, costándole así la vida. Los soldados y el pueblo de los alrededores seguían el desenlace y no dudaron en matar a los fugitivos.
De la persecución popular surgió una tradición portuguesa en torno a la batalla: una mujer, de nombre Brites de Almeida, recordada como la Panadera de Aljubarrota, muy fuerte y con seis dedos en cada mano, emboscó y mató con sus propias manos a muchos castellanos en fuga. Esta historia no es más que una leyenda popular, pero la masacre que siguió a la batalla es histórica.

## El día siguiente

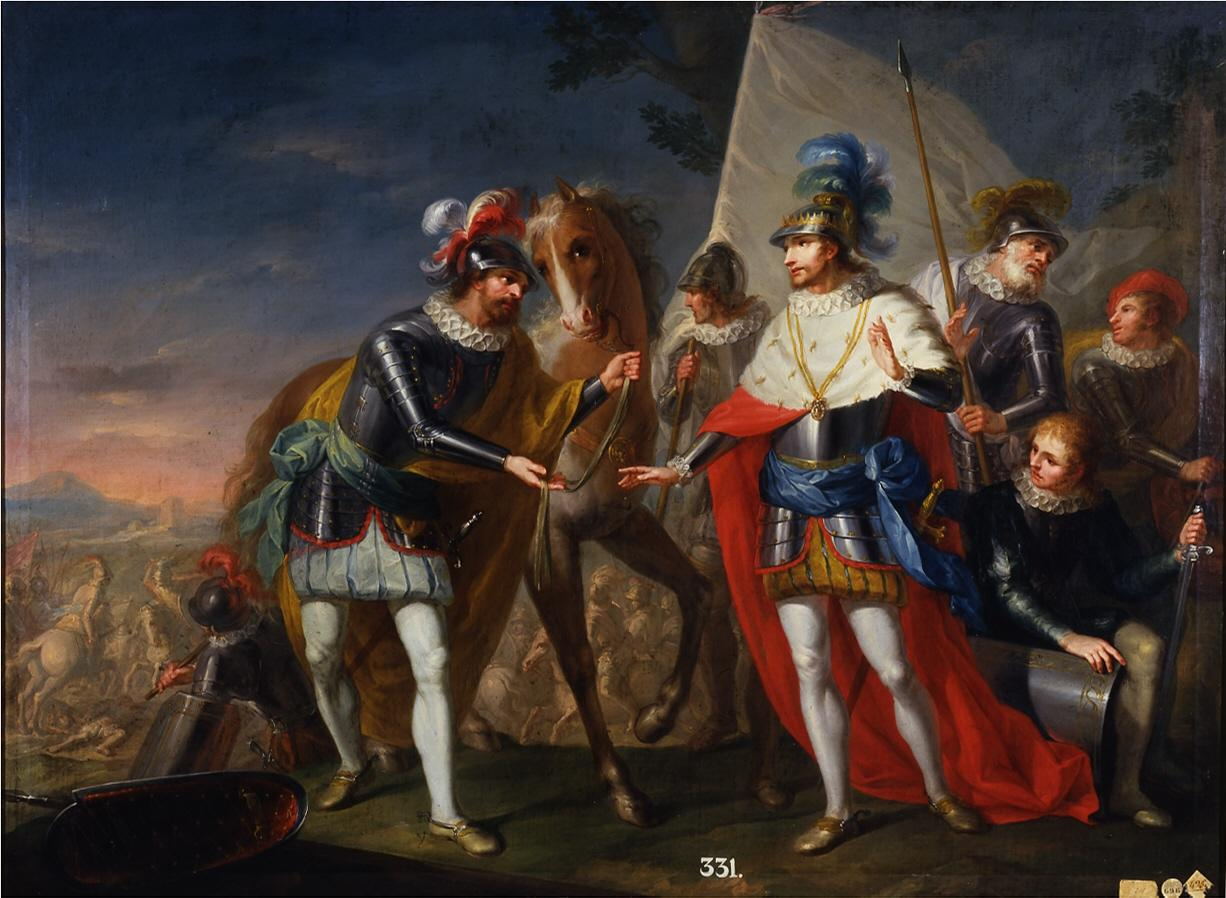
El señor de Hita y de Buitrago cede su caballo al rey Juan I en Aljubarrota, Luis Planes, 1793, óleo sobre lienzo,, Madrid, Real Academia de Bellas Artes de San Fernando.

En la mañana del 15 de agosto de 1385, la magnitud de la derrota sufrida por los castellanos quedó manifiesta con cuantiosas pérdidas humanas. Los ríos del campo de batalla estaban rojos con sangre derramada en la batalla. Entre los fallecidos en combate por el bando castellano se contaron personajes del más alto escalafón social y nobiliario, lo que causó gran luto entre la nobleza de Castilla entre los nobles muertos en combate estaban: 
- Pedro González de Mendoza, señor de Hita y Buitrago,
- Fernando Díaz de Mendoza, hermano de Pedro González de Mendoza,
- Juan Téllez de Castilla, señor de Aguilar de Campoo y primo hermano del rey,
- Diego Gómez Manrique de Lara, señor de Amusco y Treviño (hijo de Garci II Fernández Manrique de Lara y esposo de Juana de Mendoza),
- Juan Fernández de Tovar, Almirante de Castilla y señor de Berlanga, casado con una sobrina del rey,
- Diego Gómez Sarmiento, mariscal de Castilla y I señor de Salinas,
- Juan Alfonso Tello, VI conde de Barcelos, almirante de Portugal y hermano de la reina, que combatió en el bando castellano,
- Gutierre González de Quirós, señor de Villoria, alférez mayor del rey. En la batalla murió también su hermano Lope y su primo García de Quirós,
- Pedro Boil, señor de Huete y señor de Masanasa, aragonés de nacimiento,
- Juan Alfonso de Ajofrín, del linaje toledano de los Ben Furon.
- Gonzalo Díaz Carrillo, hijo del señor de Mondéjar.
- Juan Ramírez de Arellano el Mozo, señor de los Cameros
- Pedro de Aragón, condestable de Castilla y II marqués de Villena, hijo de Alfonso de Aragón el Viejo.
- Juan Rodríguez de Castañeda, señor de Hormaza
- Álvar García de Albornoz "el Joven", señor de Beteta, Utiel y Tragacete, hijo de Álvar García de Albornoz.
- Fernán Gutiérrez de Sandoval, padre de Diego Gómez de Sandoval y Rojas.
- Fernán Rodríguez de Escobar, señor de la Casa de Escobar
- Alvar Rodríguez de Escobar, del mismo linaje
- Gonzalo Fernández de Córdoba y Ruiz de Biedma, señor de Aguilar, Cañete de las Torres y Priego

Contingentes enteros se perdieron... por ejemplo del contingente soriano, comandado por Juan Ramírez de Arellano, sólo pudo regresar un soldado, que sería asesinado por su padre al grito de «... antes que cobarde, quiero mejor verte muerto...», un absurdo pero que refleja el fanatismo que en cuestiones de guerra imperaba entre la población en general en esa época...
La caballería francesa sufrió en Aljubarrota una derrota más ante las tácticas defensivas de infantería, cuyos cuerpos de arqueros la arrasaron con miles de flechas y le impidió ni siquiera acercárseles; esto mismo había ocurrido en la batalla Crécy y en la de Poitiers. En el siglo xv, la batalla de Azincourt mostró que Aljubarrota no sería el último ejemplo de que la caballería ya no era tan estratégica en las batallas, pues era víctima fácil que podía ser contenida en sus posiciones o cuando avanzaba amenazadora. Años más tarde, la introducción de la artillería, con su capacidad destructiva, terminó por hacer obsoleta a dicha caballería (aunque todavía en el siglo XIX se intentó mantener, sin razón, a la caballería como un cuerpo de combate).

## Consecuencias
Con esta victoria decisiva, Juan I se convirtió en rey indiscutido de Portugal, el primero de la casa de Avís. Para celebrar la victoria y agradecer el auxilio divino que creía haber recibido, Juan I de Portugal mandó erigir el monasterio de Santa María de la Victoria (monasterio de Batalla) y fundar la villa de Batalla (Batalha).
La batalla también contribuyó al fin de la primera fase de la guerra de los Cien Años, ya que enseñó a los franceses los límites de su contraofensiva contra Inglaterra. Y, como Inglaterra ya no pudo revertir la situación en Castilla por la falta de apoyo en el lugar, ambos países firmaron una paz temporal, que significó la renuncia de Inglaterra a la mayor parte de sus posesiones en Francia.